# Rekordy Australii i Oceanii w lekkoatletyce
Rekordy Australii i Oceanii w lekkoatletyce − rekordy Australii i Oceanii w konkurencjach lekkoatletycznych.

## Mężczyźni
| Konkurencja                   | Rezultat   | Zawodnik                                                                      | Miejsce uzyskania   | Data                     |
| ----------------------------- | ---------- | ----------------------------------------------------------------------------- | ------------------- | ------------------------ |
| bieg na 100 yd                | 9,41       | Rohan Browning                                                                | Sydney              | 6 marca 2021(dts)        |
| bieg na 100 m                 | 9,93       | Patrick Johnson                                                               | Mito                | 5 maja 2003(dts)         |
| bieg na 200 m                 | 20,02      | Gout Gout                                                                     | Ostrawa             | 24 czerwca 2025(dts)     |
| bieg na 400 m                 | 44,38      | Darren Clark                                                                  | Seul                | 26 września 1988(dts)    |
| bieg na 800 m                 | 1:42,55    | Peter Bol                                                                     | Monako              | 11 lipca 2025(dts)       |
| bieg na 1000 m                | 2:16,09    | Jeffrey Riseley                                                               | Ostrawa             | 17 czerwca 2014(dts)     |
| bieg na 1500 m                | 3:29,41    | Oliver Hoare                                                                  | Oslo                | 15 czerwca 2023(dts)     |
| bieg na milę                  | 3:47,48    | Oliver Hoare                                                                  | Oslo                | 16 czerwca 2022(dts)     |
| bieg na milę                  | 3:47,48    | Cameron Myers                                                                 | Nowy Jork           | 8 lutego 2025(dts)       |
| bieg na 2000 m                | 4:48,77    | Stewart McSweyn                                                               | Bruksela            | 8 września 2023(dts)     |
| bieg na 3000 m                | 7:28,02    | Stewart McSweyn                                                               | Rzym                | 17 września 2020(dts)    |
| bieg na 5000 m                | 12:55,76   | Craig Mottram                                                                 | Londyn              | 30 lipca 2004(dts)       |
| bieg na 5 km                  | 13:20      | Craig Mottram                                                                 | Carlsbad            | 3 kwietnia 2005(dts)     |
| bieg na 10 000 m              | 27:09,57   | Jack Rayner                                                                   | San Juan Capistrano | 16 marca 2024(dts)       |
| bieg na 10 km                 | 27:28      | Zane Robertson                                                                | Berlin              | 9 października 2016(dts) |
| bieg na 10 km                 | 27:28      | Jake Robertson                                                                | Nowy Orlean         | 1 kwietnia 2018(dts)     |
| bieg na 20 000 m              | 58:37,2h   | Robert de Castella                                                            | Rzym                | 17 kwietnia 1982(dts)    |
| bieg godzinny                 | 20,516 km  | Robert de Castella                                                            | Rzym                | 17 kwietnia 1982(dts)    |
| półmaraton                    | 59:47      | Zane Robertson                                                                | Marugame            | 1 lutego 2015(dts)       |
| bieg na 25 000 m              | 1:16:29,0h | Jack Foster                                                                   | Hamilton            | 14 sierpnia 1971(dts)    |
| bieg na 30 000 m              | 1:32:18,6h | Jack Foster                                                                   | Hamilton            | 14 sierpnia 1971(dts)    |
| maraton                       | 2:06:22    | Andrew Buchanan                                                               | Walencja            | 1 grudnia 2024(dts)      |
| bieg na 100 km                | 6:29:25    | Timothy Sloan                                                                 | Richmond            | 23 kwietnia 1995(dts)    |
| bieg na 110 m przez płotki    | 13,29      | Kyle Vander-Kuyp                                                              | Göteborg            | 11 sierpnia 1995(dts)    |
| bieg na 400 m przez płotki    | 48,28      | Rohan Robinson                                                                | Atlanta             | 31 lipca 1996(dts)       |
| bieg na 3000 m z przeszkodami | 8:09,64    | Geordie Beamish                                                               | Paryż               | 7 lipca 2024(dts)        |
| sztafeta 4 × 100 m            | 37,87      | Australia · Lachlan Kennedy · Joshua Azzopardi · Christopher Ius · Calab Law  | Sydney              | 15 marca 2025(dts)       |
| sztafeta 4 × 200 m            | 1:23,04    | Australia · Scott Vassella · Shem Hollands · Dean Capobianco · Peter Vassella | Sydney              | 6 grudnia 1998(dts)      |
| sztafeta 4 × 400 m            | 2:59,70    | Australia · Bruce Frayne · Darren Clark · Gary Minihan · Rick Mitchell        | Los Angeles         | 11 sierpnia 1984(dts)    |
| sztafeta 4 × 800 m            | 7:11,48    | Australia · Joshua Ralph · Ryan Gregson · Jordan Williamsz · Jared West       | Nassau              | 24 maja 2014(dts)        |
| sztafeta 4 × 1500 m           | 14:40,4h   | Nowa Zelandia · Tony Polhill · John Walker · Rod Dixon · Dick Quax            | Oslo                | 22 sierpnia 1973(dts)    |
| sztafeta 4 × 1500 m           | 14:46,04   | Australia · Ryan Gregson · Sam McEntee · Collis Birmingham · Jordan Williamsz | Nassau              | 25 maja 2014(dts)        |
| chód na 20 000 m              | 1:19:48,1h | Nathan Deakes                                                                 | Brisbane            | 4 września 2001(dts)     |
| chód na 20 km                 | 1:17:33    | Nathan Deakes                                                                 | Cixi                | 23 kwietnia 2005(dts)    |
| chód na 30 000 m              | 2:09:20,4h | Craig Barrett                                                                 | North Shore City    | 19 lipca 1998(dts)       |
| chód na 35 km                 | 2:25:21    | Rhydian Cowley                                                                | Nomi                | 16 marca 2025(dts)       |
| chód na 50 000 m              | 3:43:50,0h | Simon Baker                                                                   | Melbourne           | 9 września 1990(dts)     |
| chód na 50 km                 | 3:35:47    | Nathan Deakes                                                                 | Geelong             | 2 grudnia 2006(dts)      |
| skok wzwyż                    | 2,36       | Tim Forsyth                                                                   | Melbourne           | 2 marca 1997(dts)        |
| skok wzwyż                    | 2,36       | Brandon Starc                                                                 | Eberstadt           | 26 sierpnia 2018(dts)    |
| skok wzwyż                    | 2,36       | Hamish Kerr                                                                   | Glasgow             | 3 marca 2024(dts)        |
| skok wzwyż                    | 2,36       | Hamish Kerr                                                                   | Paryż               | 10 sierpnia 2024(dts)    |
| skok o tyczce                 | 6,06       | Steve Hooker                                                                  | Boston              | 7 lutego 2009(dts)       |
| skok w dal                    | 8,54       | Mitchell Watt                                                                 | Sztokholm           | 29 lipca 2006(dts)       |
| trójskok                      | 17,46      | Ken Lorraway                                                                  | Londyn              | 7 sierpnia 1982(dts)     |
| pchnięcie kulą                | 22,90      | Tom Walsh                                                                     | Doha                | 5 października 2019(dts) |
| rzut dyskiem                  | 74,78      | Matt Denny                                                                    | Ramona              | 13 kwietnia 2025(dts)    |
| rzut młotem                   | 79,29      | Stuart Rendell                                                                | Varaždin            | 6 lipca 2002(dts)        |
| rzut oszczepem                | 89,02      | Jarrod Bannister                                                              | Brisbane            | 29 lutego 2008(dts)      |
| dziesięciobój                 | 8649 pkt   | Ashley Moloney                                                                | Tokio               | 5 sierpnia 2021(dts)     |

## Kobiety
| Konkurencja                   | Rezultat   | Zawodniczka                                                                               | Miejsce uzyskania | Data                   |
| ----------------------------- | ---------- | ----------------------------------------------------------------------------------------- | ----------------- | ---------------------- |
| bieg na 100 m                 | 10,94      | Zoe Hobbs                                                                                 | Ostrawa           | 24 czerwca 2025(dts)   |
| bieg na 200 m                 | 22,23      | Melinda Gainsford-Taylor                                                                  | Stuttgart         | 13 lipca 1997(dts)     |
| bieg na 400 m                 | 48,63      | Cathy Freeman                                                                             | Atlanta           | 29 lipca 1996(dts)     |
| bieg na 800 m                 | 1:57,67    | Claudia Hollingsworth                                                                     | Chorzów           | 16 sierpnia 2025(dts)  |
| bieg na 1000 m                | 2:30,96    | Jessica Hull                                                                              | Monako            | 11 lipca 2025(dts)     |
| bieg na 1500 m                | 3:50,83    | Jessica Hull                                                                              | Paryż             | 7 lipca 2024(dts)      |
| bieg na milę                  | 4:13,68    | Jessica Hull                                                                              | Londyn            | 19 lipca 2025(dts)     |
| bieg na 2000 m                | 5:19,70    | Jessica Hull                                                                              | Monako            | 12 lipca 2024(dts)     |
| bieg na 3000 m                | 8:24,20    | Georgia Griffith                                                                          | Oslo              | 30 maja 2024(dts)      |
| bieg na 5000 m                | 14:31,45   | Rose Davies                                                                               | Londyn            | 19 lipca 2025(dts)     |
| bieg na 5 km                  | 14:59      | Benita Johnson                                                                            | Londyn            | 1 września 2002(dts)   |
| bieg na 10 000 m              | 30:34,11   | Rose Davies                                                                               | Oslo              | 11 czerwca 2025(dts)   |
| bieg na 10 km                 | 30:44      | Isobel Batt-Doyle                                                                         | Tokio             | 3 maja 2025(dts)       |
| półmaraton                    | 1:07:11    | Kimberley Smith                                                                           | Filadelfia        | 18 września 2011(dts)  |
| maraton                       | 2:21:34    | Sinead Diver                                                                              | Walencja          | 4 grudnia 2022(dts)    |
| bieg na 100 km                | 7:34:25    | Kirstin Bull                                                                              | Los Alcázares     | 27 listopada 2016(dts) |
| bieg na 100 m przez płotki    | 12,28      | Sally Pearson                                                                             | Daegu             | 3 września 2011(dts)   |
| bieg na 400 m przez płotki    | 53,17      | Debbie Flintoff-King                                                                      | Seul              | 28 września 1988(dts)  |
| bieg na 3000 m z przeszkodami | 9:14,28    | Genevieve LaCaze                                                                          | Saint-Denis       | 27 sierpnia 2016(dts)  |
| sztafeta 4 × 100 m            | 42,48      | Australia · Ella Connolly · Bree Masters · Kristie Edwards · Torrie Lewis                 | Londyn            | 20 lipca 2024(dts)     |
| sztafeta 4 × 200 m            | 1:32,6h    | Australia/ Nowa Zelandia · Raelene Boyle · Sue Jowett · Denise Robertson · Barbara Wilson | Brisbane          | 25 stycznia 1976(dts)  |
| sztafeta 4 × 400 m            | 3:23,81    | Australia · Nova Peris-Kneebone · Tamsyn Lewis · Melinda Gainsford-Taylor · Cathy Freeman | Sydney            | 30 września 2000(dts)  |
| sztafeta 4 × 800 m            | 8:13,26    | Australia · Brittany McGowan · Zoe Buckman · Selma Kajan · Melissa Duncan                 | Nassau            | 25 maja 2014(dts)      |
| sztafeta 4 × 1500 m           | 17:08,65   | Australia · Zoe Buckman · Bridey Delaney · Brittany McGowan · Melissa Duncan              | Nassau            | 24 maja 2014(dts)      |
| chód na 10 000 m              | 41:57,22   | Kerry Saxby                                                                               | Seattle           | 24 lipca 1990(dts)     |
| chód na 20 000 m              | 1:33:40,2h | Kerry Saxby-Junna                                                                         | Brisbane          | 6 września 2001(dts)   |
| chód na 20 km                 | 1:26:25    | Jemima Montag                                                                             | Paryż             | 1 sierpnia 2024(dts)   |
| chód na 35 km                 | 2:42:40    | Olivia Sandery                                                                            | Nomi              | 16 marca 2025(dts)     |
| chód na 50 km                 | 4:09:33    | Claire Tallent                                                                            | Taicang           | 5 maja 2018(dts)       |
| skok wzwyż                    | 2,03       | Nicola Olyslagers                                                                         | Eugene            | 17 września 2023(dts)  |
| skok wzwyż                    | 2,03       | Nicola Olyslagers                                                                         | Canberra          | 27 stycznia 2024(dts)  |
| skok o tyczce                 | 4,94       | Eliza McCartney                                                                           | Jockgrim          | 14 lipca 2018(dts)     |
| skok w dal                    | 7,13       | Brooke Buschkuehl                                                                         | Chula Vista       | 9 lipca 2022(dts)      |
| trójskok                      | 14,04      | Nicole Mladenis                                                                           | Hobart            | 9 marca 2002(dts)      |
| trójskok                      | 14,04      | Nicole Mladenis                                                                           | Perth             | 7 grudnia 2003(dts)    |
| pchnięcie kulą                | 21,24      | Valerie Adams                                                                             | Daegu             | 29 sierpnia 2011(dts)  |
| rzut dyskiem                  | 69,64      | Dani Stevens                                                                              | Londyn            | 13 sierpnia 2017(dts)  |
| rzut młotem                   | 74,61      | Lauren Bruce                                                                              | Tucson            | 20 maja 2021(dts)      |
| rzut oszczepem                | 68,92      | Kathryn Mitchell                                                                          | Gold Coast        | 11 kwietnia 2018(dts)  |
| siedmiobój                    | 6695 pkt   | Jane Flemming                                                                             | Auckland          | 28 stycznia 1990(dts)  |

## Mieszane
| Konkurencja        | Rezultat | Zawodnicy                                                                | Miejsce uzyskania | Data              |
| ------------------ | -------- | ------------------------------------------------------------------------ | ----------------- | ----------------- |
| sztafeta 4 × 400 m | 3:12,20  | Australia · Luke van Ratingen · Ellie Beer · Terrell Thorne · Carla Bull | Kanton            | 11 maja 2025(dts) |